# Tinnikuru
Tinnikuru är en ort i Estland. Den ligger i Tarvastu kommun och landskapet Viljandimaa, i den södra delen av landet, 150 km söder om huvudstaden Tallinn. Tinnikuru ligger 80 meter över havet och antalet invånare är 123.
Terrängen runt Tinnikuru är platt. Runt Tinnikuru är det glesbefolkat, med 9 invånare per kvadratkilometer. Närmaste större samhälle är Mustla, 6,5 km nordost om Tinnikuru. I omgivningarna runt Tinnikuru växer i huvudsak blandskog.